# Arany-album
Az Arany-album a Dalriada együttes 2009-ben megjelent folk-metal stílusú albuma, amely Arany János megzenésített verseit tartalmazza. A lemezen nagy szerepet kapnak a népi hangszerek, főleg a hegedű, brácsa, és a nagybőgő. Az album első hét dala új feldolgozás, a további hat dal pedig már szerepelt az együttes korábbi kiadványain, igaz kissé más formában. Több ballada a hossza miatt két vagy három különálló dalként lett elkészítve.

## Az album dalai
1. Zách Klára
2. János pap országa
3. Bor vitéz
4. Ágnes asszony 1
5. Ágnes asszony 2
6. Szent László 1
7. Szent László 2
8. A walesi bárdok 1
9. A walesi bárdok 2
10. A walesi bárdok 3
11. A rab gólya
12. Szondi két apródja 1
13. Szondi két apródja 2

## Közreműködők
- Binder Laura (ének, furulya, hegedű)
- Ficzek András (ének, gitár)
- Németh-Szabó Mátyás (gitár)
- Ungár Barnabás (billentyű)
- Rieckmann Tadeusz (dob)
- Molnár István (basszusgitár)

Vendégzenészek
- Kiss Renáta (fuvola)
- Fajkusz Attila (hegedűk)
- Szőke Gergely (brácsák, koboz, vokálok, kórusok)
- Szőke Ernő (nagybőgő, utógardon)
- Kohlmann Péter (ének, vokálok, kórusok)